# قوانين وقواعد ومبادئ الاستجابة للكوارث الدولية
ينظر برنامج قوانين وقواعد ومبادئ الاستجابة للكوارث الدولية (IDRL) التابع لجمعية الصليب والهلال الأحمر (IFRC) في الأمور والإطارات القانونية المقترنة بالاستجابة للكوارث مع التركيز بشكل خاص على المساعدات الإنسانية الدولية. وفي عام 2007، تم إقرار «المبادئ التوجيهية لتسهيل وتنظيم الإغاثة والمساعدة للاستشفاء المبدئي من الكوارث الدولية» التابعة لبرنامج قوانين وقواعد ومبادئ الاستجابة للكوارث الدولية بالإجماع من خلال الأطراف الدولية المشاركة في اتفاقية جنيف ومؤسسات جمعية الهلال والصليب الأحمر. ويهدف برنامج قوانين وقواعد ومبادئ الاستجابة للكوارث الدولية إلى تعزيز استخدام المبادئ التوجيهية لقوانين وقواعد ومبادئ الاستجابة للكوارث الدولية من أجل تحسين الاستعداد القانوني للتعامل مع الكوارث الطبيعية من أجل تقليل مستوى تعرض البشر للخطر.